# Точниг, Харальд
Харальд Точниг (нем. Harald Totschnig; род. 6 сентября 1974, Кальтенбах, Тироль) — австрийский шоссейный велогонщик, выступавший на профессиональном уровне в 2004—2013 годах. Серебряный и бронзовый призёр чемпионатов Австрии в групповой гонке, участник многих крупных гонок на шоссе своего времени в составе австрийских команд Elk Haus-Simplon и Tirol.

## Биография
Харальд Точниг родился 6 сентября 1974 года в коммуне Кальтенбах-им-Циллерталь, Австрия.
Впервые заявил о себе в шоссейном велоспорте в 2000 году, приняв участие в нескольких крупных гонках на территории Австрии.
Дебютировал на профессиональном уровне в сезоне 2004 года, подписав контракт с австрийской проконтинентальной командой Elk Haus-Simplon. В это время выступил на таких гонках как «Тур Кёльна», «Джиро дель Трентино», «Тур Австрии», преодолел все этапы «Велогонки Мира», заняв в генеральной классификации 27-е место.
В 2006 году вновь проехал «Велогонку Мира», поучаствовал в «Омлоп Хет Волк», Rund um den Henninger-Turm, «Гран-при кантона Аргау», «Вольте Португалии».
В 2007 году помимо прочего стартовал на «Туре Баварии», «Туре Дании», «Туре Германии».
В 2008 году снова находился среди участников «Тура Дании», отметился выступлениями в таких престижных гонках как «Джиро дель Венето» и «Кубок Плаччи».
В 2009 году стартовал в гонке высшей категории «Схелдепрейс», также выступил на «Туре Баварии» и «Тре Валли Варезине».
Начиная с 2010 года представлял континентальную австрийскую команду Tirol. В это время завоевал серебряную медаль в групповой гонке на чемпионате Австрии среди профессионалов, уступив на финише только Харальду Штарценгруберу. Принял участие во многих гонках Европейского тура, преимущественно первой и второй категорий, закрыл двадцатку сильнейших в генеральной классификации «Тура Австрии».
В 2011 году финишировал вторым в общем зачёте многодневной гонки «Флеш дю Сюд» в Люксембурге.
На чемпионате Австрии 2013 года стал бронзовым призёром в групповой гонке, пропустив вперёд Риккардо Цойдля и Штефана Денифля. По окончании этого сезона принял решение завершить спортивную карьеру.
Приходится младшим братом известному австрийском велогонщику Георгу Точнигу, победителю одного из этапов «Тур де Франс».